# Pædofobi
Pædofobi er betegnelsen for en sygelig skræk overfor børn. Det er det modsatte af pædofili.
| Sygdom | Spire Denne artikel om sygdom er en spire som bør udbygges. Du er velkommen til at hjælpe Wikipedia ved at udvide den. |